# Gustaf Mattsson (kronobefallningsman)
Gustaf Mattsson, född 1629, död 1686, var en svensk ämbetsman.
Han var kronobefallningsman i Upplands län och Hedvig Eleonoras livgeding. Mattsson tillträdde tjänsten som kronobefallningsman 1658 och blev senare även rådman i Stockholm. Hans fögderi låg norr om Stockholm. 1662 överfördes även häraderna Svartlösa och Öknebo söder som Stockholm till hans befallning.
Mattsson kontrakterades av kronan att driva den nya krogen och gästgiveriet vid Fittja i Botkyrka socken, Svartlösa härad. Han hade själv i sin roll som kronobefallningsman varit med vid anläggandet samma krog. Utöver detta ägde han hus och tomt i kvarteret Brunkeberg på Norrmalm.
Mattsson tillhörde släkten Retzius och var son till Matts Bengtsson Retzius, hauptman i Västergötland. Gustaf Mattsson gifte sig första gången runt 1665 med en icke-namngiven dotter till rådmannen och stadsingenjören Anders Torstensson och andra gången 1681 med Märta Laurbergia, dotter till Uppsala-professorn Johannes Laurentii Laurbergius.